# Mistrzostwa Europy w Rugby 7 Mężczyzn 2011 – GPS 4
Grand Prix Series 2011 – GPS 4 – czwarty turniej mistrzostw Europy w rugby 7 mężczyzn w sezonie 2011, który odbył się w dniach 16-17 lipca 2011 roku na Stadionul Arcul de Triumf w Bukareszcie.

## Informacje ogólne
Rozegrane na Stadionul Arcul de Triumf zawody były czwartym turniejem sezonu 2011 i wzięło w nich udział dwanaście reprezentacji. Drużyny zostały podzielone na dwie sześciozespołowe grupy rywalizujące w pierwszej fazie w ramach grup systemem kołowym, po czym nastąpiła faza pucharowa – dwie czołowe drużyny z każdej grupy awansowały do półfinałów, zespoły z miejsc trzeciego i czwartego do turnieju Plate, a pozostałe walczyły o Bowl. W fazie grupowej spotkania toczone były bez ewentualnej dogrywki, za zwycięstwo, remis i porażkę przysługiwały odpowiednio trzy, dwa i jeden punkt, brak punktów natomiast za nieprzystąpienie do meczu. W przypadku remisu w fazie pucharowej organizowana była dogrywka składająca się z dwóch pięciominutowych części, z uwzględnieniem reguły nagłej śmierci. Przystępujące do turnieju reprezentacje mogły liczyć maksymalnie dwunastu zawodników. Zespoły zostały rozstawione na podstawie wyników poprzedniego turnieju.
Zawody odbyły się wraz z zawodami najwyższej dywizji Mistrzostw Europy w Rugby 7 Kobiet 2011.
Angielskiemu zespołowi do triumfu w końcowej klasyfikacji wystarczało zdobycie czwartego miejsca. W pierwszym dniu transmitowanego w stacji Eurosport 2 turnieju padały wyrównane i niepodziewane wyniki – Anglikom groził brak kwalifikacji do półfinałów po porażkach z Rosją i Hiszpanią, Portugalczycy przegrali z gospodarzami. Dzięki przyłożeniu Gonçalo Foro w ostatniej minucie finałowego pojedynku w turnieju triumfowali reprezentanci Portugalii, którzy zwyciężyli również w klasyfikacji generalnej z uwagi na fakt, iż Anglicy zajęli piątą lokatę w tych zawodach.
Najwięcej punktów zdobył Anglik Daniel Norton, który zwyciężył również w klasyfikacji przyłożeń.

## Faza grupowa

### Grupa A
| 16 lipca 201110:00 | Hiszpania | 35:0 | Mołdawia | Stadionul Arcul de Triumf, Bukareszt |
| 16 lipca 201110:00 |           | 35:0 |          | Stadionul Arcul de Triumf, Bukareszt |

| 16 lipca 201110:40 | Anglia | 52:0 | Holandia | Stadionul Arcul de Triumf, Bukareszt |
| 16 lipca 201110:40 |        | 52:0 |          | Stadionul Arcul de Triumf, Bukareszt |

| 16 lipca 201111:20 | Rosja | 14:21 | Walia | Stadionul Arcul de Triumf, Bukareszt |
| 16 lipca 201111:20 |       | 14:21 |       | Stadionul Arcul de Triumf, Bukareszt |

| 16 lipca 201113:00 | Holandia | 28:12 | Mołdawia | Stadionul Arcul de Triumf, Bukareszt |
| 16 lipca 201113:00 |          | 28:12 |          | Stadionul Arcul de Triumf, Bukareszt |

| 16 lipca 201113:40 | Hiszpania | 24:7 | Walia | Stadionul Arcul de Triumf, Bukareszt |
| 16 lipca 201113:40 |           | 24:7 |       | Stadionul Arcul de Triumf, Bukareszt |

| 16 lipca 201114:20 | Rosja | 21:15 | Anglia | Stadionul Arcul de Triumf, Bukareszt |
| 16 lipca 201114:20 |       | 21:15 |        | Stadionul Arcul de Triumf, Bukareszt |

| 16 lipca 201115:00 | Walia | 33:10 | Mołdawia | Stadionul Arcul de Triumf, Bukareszt |
| 16 lipca 201115:00 |       | 33:10 |          | Stadionul Arcul de Triumf, Bukareszt |

| 16 lipca 201115:40 | Rosja | 31:0 | Holandia | Stadionul Arcul de Triumf, Bukareszt |
| 16 lipca 201115:40 |       | 31:0 |          | Stadionul Arcul de Triumf, Bukareszt |

| 16 lipca 201116:20 | Anglia | 0:24 | Hiszpania | Stadionul Arcul de Triumf, Bukareszt |
| 16 lipca 201116:20 |        | 0:24 |           | Stadionul Arcul de Triumf, Bukareszt |

| 16 lipca 201117:03 | Holandia | 24:24 | Walia | Stadionul Arcul de Triumf, Bukareszt |
| 16 lipca 201117:03 |          | 24:24 |       | Stadionul Arcul de Triumf, Bukareszt |

| 16 lipca 201117:43 | Anglia | 42:0 | Mołdawia | Stadionul Arcul de Triumf, Bukareszt |
| 16 lipca 201117:43 |        | 42:0 |          | Stadionul Arcul de Triumf, Bukareszt |

| 16 lipca 201118:23 | Rosja | 14:40 | Hiszpania | Stadionul Arcul de Triumf, Bukareszt |
| 16 lipca 201118:23 |       | 14:40 |           | Stadionul Arcul de Triumf, Bukareszt |

| 17 lipca 201110:00 | Anglia | 33:17 | Walia | Stadionul Arcul de Triumf, Bukareszt |
| 17 lipca 201110:00 |        | 33:17 |       | Stadionul Arcul de Triumf, Bukareszt |

| 17 lipca 201110:40 | Hiszpania | 26:0 | Holandia | Stadionul Arcul de Triumf, Bukareszt |
| 17 lipca 201110:40 |           | 26:0 |          | Stadionul Arcul de Triumf, Bukareszt |

| 17 lipca 201111:20 | Rosja | 26:0 | Mołdawia | Stadionul Arcul de Triumf, Bukareszt |
| 17 lipca 201111:20 |       | 26:0 |          | Stadionul Arcul de Triumf, Bukareszt |

### Grupa B
| 16 lipca 201110:20 | Ukraina | 7:28 | Rumunia | Stadionul Arcul de Triumf, Bukareszt |
| 16 lipca 201110:20 |         | 7:28 |         | Stadionul Arcul de Triumf, Bukareszt |

| 16 lipca 201111:00 | Portugalia | 28:7 | Francja | Stadionul Arcul de Triumf, Bukareszt |
| 16 lipca 201111:00 |            | 28:7 |         | Stadionul Arcul de Triumf, Bukareszt |

| 16 lipca 201111:40 | Włochy | 0:19 | Gruzja | Stadionul Arcul de Triumf, Bukareszt |
| 16 lipca 201111:40 |        | 0:19 |        | Stadionul Arcul de Triumf, Bukareszt |

| 16 lipca 201113:20 | Francja | 33:7 | Rumunia | Stadionul Arcul de Triumf, Bukareszt |
| 16 lipca 201113:20 |         | 33:7 |         | Stadionul Arcul de Triumf, Bukareszt |

| 16 lipca 201114:00 | Ukraina | 7:12 | Gruzja | Stadionul Arcul de Triumf, Bukareszt |
| 16 lipca 201114:00 |         | 7:12 |        | Stadionul Arcul de Triumf, Bukareszt |

| 16 lipca 201114:40 | Włochy | 7:36 | Portugalia | Stadionul Arcul de Triumf, Bukareszt |
| 16 lipca 201114:40 |        | 7:36 |            | Stadionul Arcul de Triumf, Bukareszt |

| 16 lipca 201115:20 | Gruzja | 21:12 | Rumunia | Stadionul Arcul de Triumf, Bukareszt |
| 16 lipca 201115:20 |        | 21:12 |         | Stadionul Arcul de Triumf, Bukareszt |

| 16 lipca 201116:00 | Włochy | 5:20 | Francja | Stadionul Arcul de Triumf, Bukareszt |
| 16 lipca 201116:00 |        | 5:20 |         | Stadionul Arcul de Triumf, Bukareszt |

| 16 lipca 201116:40 | Portugalia | 31:14 | Ukraina | Stadionul Arcul de Triumf, Bukareszt |
| 16 lipca 201116:40 |            | 31:14 |         | Stadionul Arcul de Triumf, Bukareszt |

| 16 lipca 201117:23 | Francja | 21:14 | Gruzja | Stadionul Arcul de Triumf, Bukareszt |
| 16 lipca 201117:23 |         | 21:14 |        | Stadionul Arcul de Triumf, Bukareszt |

| 16 lipca 201118:03 | Portugalia | 19:21 | Rumunia | Stadionul Arcul de Triumf, Bukareszt |
| 16 lipca 201118:03 |            | 19:21 |         | Stadionul Arcul de Triumf, Bukareszt |

| 16 lipca 201118:43 | Włochy | 17:12 | Ukraina | Stadionul Arcul de Triumf, Bukareszt |
| 16 lipca 201118:43 |        | 17:12 |         | Stadionul Arcul de Triumf, Bukareszt |

| 17 lipca 201110:20 | Portugalia | 21:0 | Gruzja | Stadionul Arcul de Triumf, Bukareszt |
| 17 lipca 201110:20 |            | 21:0 |        | Stadionul Arcul de Triumf, Bukareszt |

| 17 lipca 201111:00 | Ukraina | 5:14 | Francja | Stadionul Arcul de Triumf, Bukareszt |
| 17 lipca 201111:00 |         | 5:14 |         | Stadionul Arcul de Triumf, Bukareszt |

| 17 lipca 201111:40 | Włochy | 7:0 | Rumunia | Stadionul Arcul de Triumf, Bukareszt |
| 17 lipca 201111:40 |        | 7:0 |         | Stadionul Arcul de Triumf, Bukareszt |

## Faza pucharowa

### Bowl
|  |               |           |           |                   |    |         |         |       |
|  | Półfinały     | Półfinały | Półfinały |                   |    | Finał   | Finał   | Finał |
|  | Półfinały     | Półfinały | Półfinały |                   |    | Finał   | Finał   | Finał |
|  | 17 lipca 2011 |           |           |                   |    |         |         |       |
|  |               |           |           |                   |    |         |         |       |
|  | Holandia      | Holandia  | 0         |                   |    |         |         |       |
|  | Holandia      | Holandia  | 0         | 17 lipca 2011     |    |         |         |       |
|  | Ukraina       | Ukraina   | 17        |                   |    |         |         |       |
|  | Ukraina       | Ukraina   | 17        |                   |    | Ukraina | Ukraina | 17    |
|  | 17 lipca 2011 |           |           |                   |    | Ukraina | Ukraina | 17    |
|  |               |           | Rumunia   | Rumunia           | 14 |         |         |       |
|  | Mołdawia      | Mołdawia  | Rumunia   | Rumunia           | 14 | 10      |         |       |
|  | Mołdawia      | Mołdawia  |           |                   |    |         |         |       |
|  | Rumunia       | Rumunia   | 26        |                   |    |         |         |       |
|  | Rumunia       | Rumunia   | 26        | Mecz o 3. miejsce |    |         |         |       |
|  |               |           |           |                   |    |         |         |       |
|  | 17 lipca 2011 |           |           |                   |    |         |         |       |
|  |               |           |           |                   |    |         |         |       |
|  | Holandia      | Holandia  | 28        |                   |    |         |         |       |
|  | Holandia      | Holandia  | 28        |                   |    |         |         |       |
|  | Mołdawia      | Mołdawia  | 5         |                   |    |         |         |       |
|  | Mołdawia      | Mołdawia  | 5         |                   |    |         |         |       |

| 17 lipca 201113:03 | Holandia | 0:17 | Ukraina | Stadionul Arcul de Triumf, Bukareszt |
| 17 lipca 201113:03 |          | 0:17 |         | Stadionul Arcul de Triumf, Bukareszt |

| 17 lipca 201113:23 | Mołdawia | 10:26 | Rumunia | Stadionul Arcul de Triumf, Bukareszt |
| 17 lipca 201113:23 |          | 10:26 |         | Stadionul Arcul de Triumf, Bukareszt |

| 17 lipca 201115:56 | Ukraina | 17:14 | Rumunia | Stadionul Arcul de Triumf, Bukareszt |
| 17 lipca 201115:56 |         | 17:14 |         | Stadionul Arcul de Triumf, Bukareszt |

| 17 lipca 201115:36 | Holandia | 28:5 | Mołdawia | Stadionul Arcul de Triumf, Bukareszt |
| 17 lipca 201115:36 |          | 28:5 |          | Stadionul Arcul de Triumf, Bukareszt |

### Plate
|  |               |           |           |                   |   |        |        |       |
|  | Półfinały     | Półfinały | Półfinały |                   |   | Finał  | Finał  | Finał |
|  | Półfinały     | Półfinały | Półfinały |                   |   | Finał  | Finał  | Finał |
|  | 17 lipca 2011 |           |           |                   |   |        |        |       |
|  |               |           |           |                   |   |        |        |       |
|  | Anglia        | Anglia    | 31        |                   |   |        |        |       |
|  | Anglia        | Anglia    | 31        | 17 lipca 2011     |   |        |        |       |
|  | Włochy        | Włochy    | 17        |                   |   |        |        |       |
|  | Włochy        | Włochy    | 17        |                   |   | Anglia | Anglia | 29    |
|  | 17 lipca 2011 |           |           |                   |   | Anglia | Anglia | 29    |
|  |               |           | Gruzja    | Gruzja            | 7 |        |        |       |
|  | Walia         | Walia     | Gruzja    | Gruzja            | 7 | 5      |        |       |
|  | Walia         | Walia     |           |                   |   |        |        |       |
|  | Gruzja        | Gruzja    | 26        |                   |   |        |        |       |
|  | Gruzja        | Gruzja    | 26        | Mecz o 3. miejsce |   |        |        |       |
|  |               |           |           |                   |   |        |        |       |
|  | 17 lipca 2011 |           |           |                   |   |        |        |       |
|  |               |           |           |                   |   |        |        |       |
|  | Włochy        | Włochy    | 14        |                   |   |        |        |       |
|  | Włochy        | Włochy    | 14        |                   |   |        |        |       |
|  | Walia         | Walia     | 5         |                   |   |        |        |       |
|  | Walia         | Walia     | 5         |                   |   |        |        |       |

| 17 lipca 201113:43 | Anglia | 31:17 | Włochy | Stadionul Arcul de Triumf, Bukareszt |
| 17 lipca 201113:43 |        | 31:17 |        | Stadionul Arcul de Triumf, Bukareszt |

| 17 lipca 201114:03 | Walia | 5:26 | Gruzja | Stadionul Arcul de Triumf, Bukareszt |
| 17 lipca 201114:03 |       | 5:26 |        | Stadionul Arcul de Triumf, Bukareszt |

| 17 lipca 201116:38 | Anglia | 29:7 | Gruzja | Stadionul Arcul de Triumf, Bukareszt |
| 17 lipca 201116:38 |        | 29:7 |        | Stadionul Arcul de Triumf, Bukareszt |

| 17 lipca 201116:18 | Włochy | 14:5 | Walia | Stadionul Arcul de Triumf, Bukareszt |
| 17 lipca 201116:18 |        | 14:5 |       | Stadionul Arcul de Triumf, Bukareszt |

### Cup
|  |               |            |            |                   |    |           |           |       |
|  | Półfinały     | Półfinały  | Półfinały  |                   |    | Finał     | Finał     | Finał |
|  | Półfinały     | Półfinały  | Półfinały  |                   |    | Finał     | Finał     | Finał |
|  | 17 lipca 2011 |            |            |                   |    |           |           |       |
|  |               |            |            |                   |    |           |           |       |
|  | Hiszpania     | Hiszpania  | 19         |                   |    |           |           |       |
|  | Hiszpania     | Hiszpania  | 19         | 17 lipca 2011     |    |           |           |       |
|  | Francja       | Francja    | 12         |                   |    |           |           |       |
|  | Francja       | Francja    | 12         |                   |    | Hiszpania | Hiszpania | 10    |
|  | 17 lipca 2011 |            |            |                   |    | Hiszpania | Hiszpania | 10    |
|  |               |            | Portugalia | Portugalia        | 14 |           |           |       |
|  | Rosja         | Rosja      | Portugalia | Portugalia        | 14 | 7         |           |       |
|  | Rosja         | Rosja      |            |                   |    |           |           |       |
|  | Portugalia    | Portugalia | 19         |                   |    |           |           |       |
|  | Portugalia    | Portugalia | 19         | Mecz o 3. miejsce |    |           |           |       |
|  |               |            |            |                   |    |           |           |       |
|  | 17 lipca 2011 |            |            |                   |    |           |           |       |
|  |               |            |            |                   |    |           |           |       |
|  | Francja       | Francja    | 7          |                   |    |           |           |       |
|  | Francja       | Francja    | 7          |                   |    |           |           |       |
|  | Rosja         | Rosja      | 0          |                   |    |           |           |       |
|  | Rosja         | Rosja      | 0          |                   |    |           |           |       |

| 17 lipca 201114:23 | Hiszpania | 19:12 | Francja | Stadionul Arcul de Triumf, Bukareszt |
| 17 lipca 201114:23 |           | 19:12 |         | Stadionul Arcul de Triumf, Bukareszt |

| 17 lipca 201114:43 | Rosja | 7:19 | Portugalia | Stadionul Arcul de Triumf, Bukareszt |
| 17 lipca 201114:43 |       | 7:19 |            | Stadionul Arcul de Triumf, Bukareszt |

| 17 lipca 201117:47 | Hiszpania | 10:14 | Portugalia | Stadionul Arcul de Triumf, Bukareszt |
| 17 lipca 201117:47 |           | 10:14 |            | Stadionul Arcul de Triumf, Bukareszt |

| 17 lipca 201117:02 | Francja | 7:0 | Rosja | Stadionul Arcul de Triumf, Bukareszt |
| 17 lipca 201117:02 |         | 7:0 |       | Stadionul Arcul de Triumf, Bukareszt |

## Klasyfikacja końcowa
| Miejsce | Reprezentacja | Punkty |
| ------- | ------------- | ------ |
| 1       | Portugalia    | 18     |
| 2       | Hiszpania     | 16     |
| 3       | Francja       | 15     |
| 4       | Rosja         | 14     |
| 5       | Anglia        | 12     |
| 6       | Gruzja        | 10     |
| 7       | Włochy        | 8      |
| 8       | Walia         | 6      |
| 9       | Ukraina       | 4      |
| 10      | Rumunia       | 3      |
| 11      | Holandia      | 2      |
| 12      | Mołdawia      | 1      |